# Antonio Cantisani
Antonio Cantisani (ur. 2 listopada 1926 w Lauria Superiore, zm. 1 lipca 2021 w Catanzaro) – włoski duchowny rzymskokatolicki, w latach 1980-2003 arcybiskup Catanzaro-Squillace.

## Życiorys
Święcenia kapłańskie przyjął 16 czerwca 1949. 18 listopada 1971 został mianowany arcybiskupem Rossano. Sakrę biskupią otrzymał 27 grudnia 1971. 31 lipca 1980 objął stolicę arcybiskupią Catanzaro i biskupią Squillace. Od 30 września 1986 po połączeniu obu administratur sprawował urząd arcybiskupa Catanzaro-Squillace. 31 stycznia 2003 przeszedł na emeryturę.